# Vellitor minutus
Vellitor minutus är en fiskart som beskrevs av Iwata, 1983. Vellitor minutus ingår i släktet Vellitor och familjen simpor. Inga underarter finns listade i Catalogue of Life.